# جعبه‌ابزار شناختی مایکروسافت
جعبه ابزار شناختی مایکروسافت (Microsoft Cognitive Toolkit ) که قبلاً به عنوان CNTK شناخته می‌شد، یک چارچوب یادگیری عمیق توسعه داده شده توسط بخش تحقیقاتی مایکروسافت است. جعبه ابزار شناختی مایکروسافت، شبکه‌های عصبی را به عنوان یک مجموعه سری از مراحل محاسباتی از طریق یک گراف جهت دار توصیف میکند.

## همچنین نگاه کنید
- مقایسه یادگیری عمیق و نرم‌افزار